# Laura Solari
Laura Solari, nome d'arte di Laura Camaur (Trieste, 5 gennaio 1913 – Bellinzona, 13 settembre 1984), è stata un'attrice italiana.

## Biografia

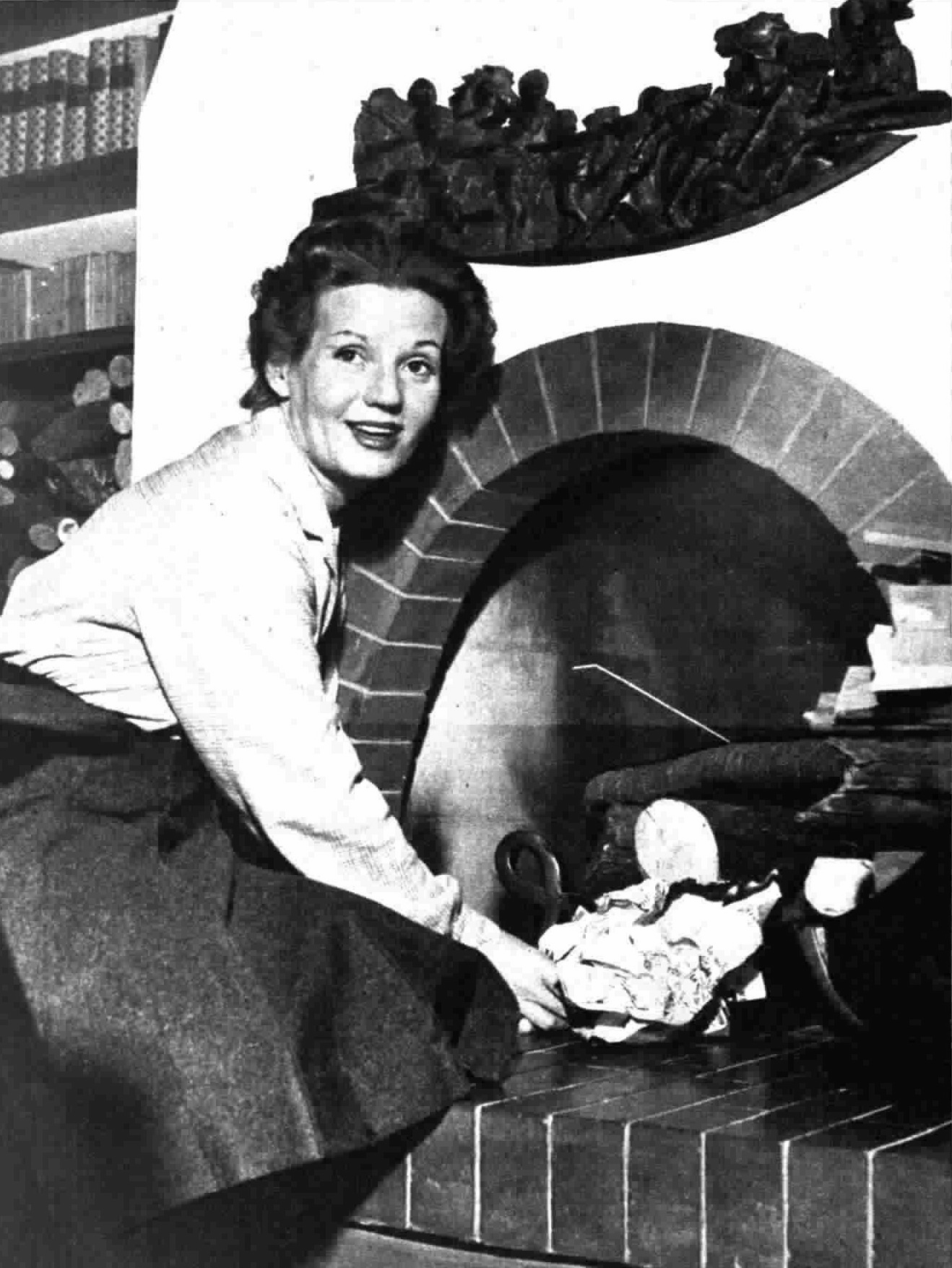
Laura Solari nel 1954

Figlia dello scultore Antonio Camaur, educata in un collegio viennese, dopo avere frequentato le Scuole Industriali a Trieste, tentò di seguire l'attività del padre frequentando l'Accademia di Brera a Milano, ma dopo il diploma si avvicinò al mondo del cinema partecipando al cortometraggio È arrivato quel signore e a una pellicola sul mondo del Teatro alla Scala di Milano e i suoi spettatori intitolata Regina della Scala.
Nel 1937 partecipò ad un concorso per nuove attrici della casa di produzione Era Film, di Roma, arrivando seconda dietro l'istriana Oretta Fiume; già notata da Camillo Mastrocinque che aveva collaborato alla regia di Regina della Scala, iniziò con lui un connubio artistico e anche sentimentale girando insieme ben nove film. Si rivelò subito per la presenza scenica e nel giro di due anni recitò in numerose pellicole, dividendosi abbastanza equamente fra ruoli drammatici e ruoli brillanti. In poco tempo il suo nome nei cartelloni cominciò ad apparire prima del titolo del film.
Come interprete nel Don Pasquale, presentato alla Mostra del Cinema di Venezia del 1940, suscitò l'interesse dei cineasti tedeschi che la vollero come protagonista del film girato a Capri in compartecipazione italo-tedesca Musica per Gloria (Alles fur Gloria). Facilitata dalla sua padronanza della lingua tedesca, riscosse grande successo in Germania ed infatti la Tobis la scritturò come protagonista del film L'affare Styx (Die Sache mit Styx). Subito dopo fu prescelta dalla Ufa per interpretare il film antisovietico Ghepeù.
Forte del suo aspetto di giovane aristocratica, simpatica e colta, vagamente rassomigliante a Greta Garbo, Solari riuscì in poco tempo a diventare una delle dive più acclamate, non solo in Italia.

## Il teatro
Finito il conflitto mondiale, per molti divi dello schermo arrivò la crisi determinata anche dalle precarie condizioni dell'industria cinematografica romana; la Solari, come molti altri, ripartì dal teatro dove debuttò nel 1945 con Amedeo Nazzari e Filippo Scelzo. Il suo repertorio spaziava da Sem Benelli a Pirandello, da Goldoni a Shaw e lavorò anche con una propria compagnia sino agli anni '60 al fianco di Gandusio, Besozzi, Volpi, Gassman.
Con alcuni di questi interpreti passò anche alla prosa televisiva, acquistando una grande popolarità con lo sceneggiato Come le foglie, trasmesso dalla RAI nel 1954 e con altri titoli sotto la direzione di Ferrero, Landi, Majano. Fu attiva anche nella prosa radiofonica, sia nelle commedie che nei radiodrammi.
Sul fronte cinematografico si registra nel 1947 l'ultimo film con Mastrocinque, Il vento m'ha cantato una canzone, che ebbe purtroppo un disastroso esito commerciale. Ritornò a girare in piccoli ruoli, come ad esempio in Vacanze romane (1953). Uno dei suoi ultimi titoli è Banditi a Milano, in cui interpreta la madre di un rapinatore.

## Filmografia

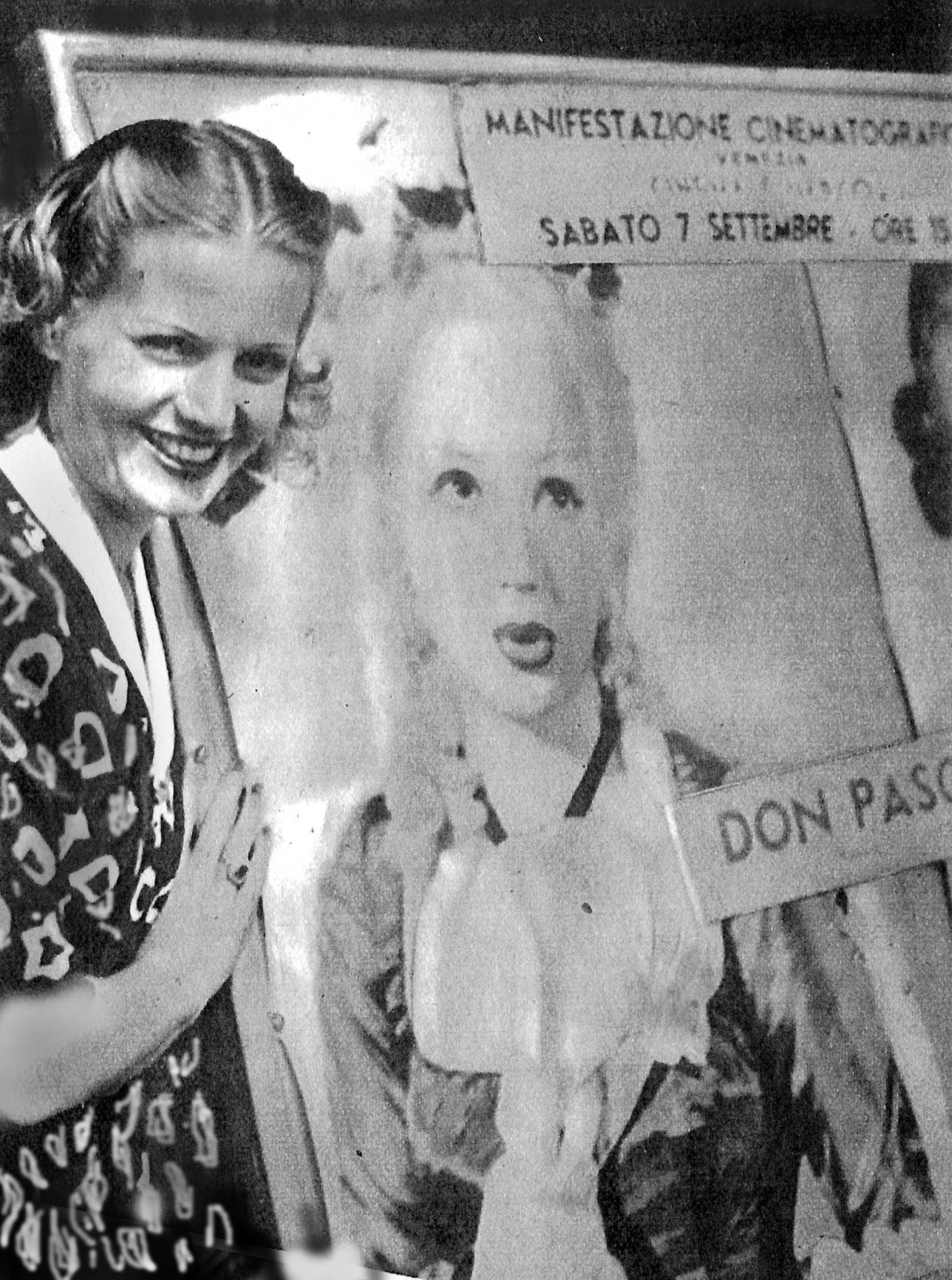
Laura Solari alla presentazione di Don Pasquale (1940)

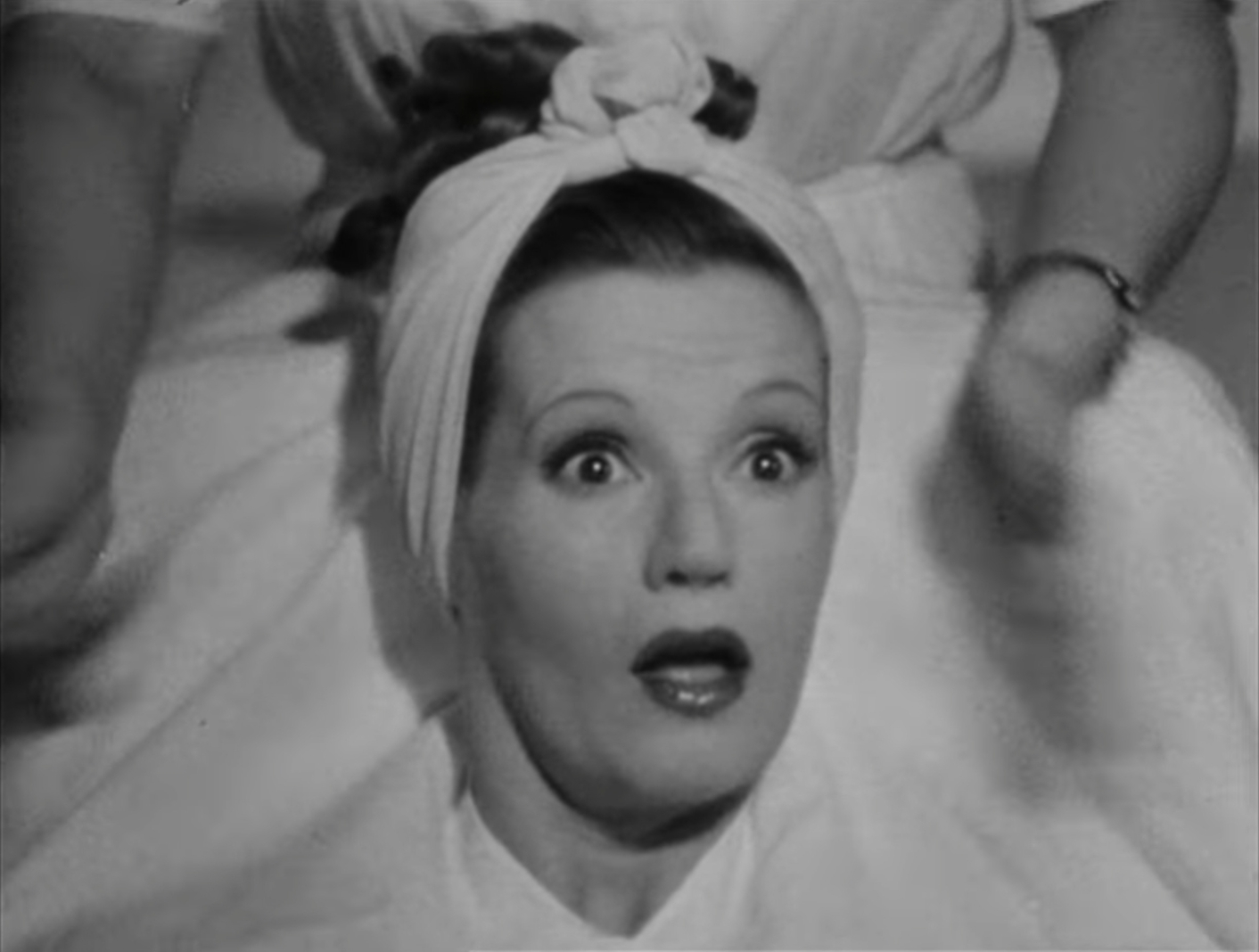
Laura Solari ne Il vento m'ha cantato una canzone (1947)

- Regina della Scala, regia di Guido Salvini e Camillo Mastrocinque (1937)
- L'orologio a cucù, regia di Camillo Mastrocinque (1938)
- La sposa dei Re, regia di Duilio Coletti (1938)
- Il destino in tasca, regia di Gennaro Righelli (1938)
- Terra di nessuno, regia di Mario Baffico (1939)
- Una moglie in pericolo, regia di Max Neufeld (1939)
- Bionda sottochiave, regia di Camillo Mastrocinque (1939)
- Eravamo sette vedove, regia di Mario Mattoli (1939)
- Una lampada alla finestra, regia di Gino Talamo (1940)
- Validità giorni dieci, regia di Camillo Mastrocinque (1940)
- Don Pasquale, regia di Camillo Mastrocinque (1940)
- L'orizzonte dipinto, regia di Guido Salvini (1941)
- Ridi pagliaccio, regia di Camillo Mastrocinque (1941)
- Musica per Gloria (Alles für Gloria), regia di Carl Boese (1941)
- L'affare Styx (Die Sache mit Styx), regia di Karl Anton (1942)
- Ghepeu (GPU), regia di Karl Ritter (1942)
- Luisa Sanfelice, regia di Leo Menardi (1942)
- La statua vivente, regia di Camillo Mastrocinque (1943)
- La maschera e il volto, regia di Camillo Mastrocinque (1943)
- Il matrimonio segreto, regia di Camillo Mastrocinque (1943)
- Il vento m'ha cantato una canzone, regia di Camillo Mastrocinque (1947)
- Senza bandiera, regia di Lionello De Felice (1951)
- Vacanze romane (Roman Holiday), regia di William Wyler (1953)
- Il mondo le condanna, regia di Gianni Franciolini (1953)
- Vacanze alla Baia d'Argento, regia di Filippo Walter Ratti (1961)
- Romolo e Remo, regia di Sergio Corbucci (1961)
- I fratelli corsi, regia di Anton Giulio Majano (1961)
- F.B.I. contro Dr. Mabuse (Im Stahlnetz des Dr. Mabuse), regia di Harald Reinl (1962)
- Banditi a Milano, regia di Carlo Lizzani (1968)
- Revenge, regia di Pino Tosini (1969)

## Teatro

Laura Solari, Antonio Gandusio e Nino Besozzi nella commedia Ho perduto mio marito di Giovanni Cenzato (1950)

- Rebecca, la prima moglie, di Daphne du Maurier, regia di Guido Salvini, Roma, Teatro Quirino, 20 aprile 1946.
- Mia sorella Evelina, di Joseph Fields e Jerome Chodorov, regia di Guido Salvini, Roma, Teatro Quirino, 3 luglio 1946.
- Bobby, Joe e Reny, di Terence Rattigan, regia di Ettore Giannini, Roma, Teatro Eliseo, 21 settembre 1946.
- II  quieto  vivere, di Alfredo Testoni, regia di Ernesto Sabbatini, Milano, Teatro Olimpia, 1 luglio 1947.
- La notte del sedici gennaio, di Ayn Rand, regia di Ernesto Sabbatini, Milano, Teatro Olimpia, 3 settembre 1947.
- L'eroe, di George Bernard Shaw, regia di Ernesto Sabbatini, Milano, Teatro Olimpia, 13 maggio 1948.
- Bonaventura, veterinario per forza, di Sergio Tofano, regia di Sergio Tofano, Milano, Teatro Odeon, 30 novembre 1948.
- L'angelo e il commendatore, di Giovanni Mosca, regia di Sergio Tofano, Roma, Teatro Quirino, 20 gennaio 1949.
- La torre sul pollaio, di Vittorio Calvino, regia di Sergio Tofano, Sanremo, Teatro del Casinò, 12 febbraio 1949.
- La modella, di Alfredo Testoni, regia di Ernesto Sabbatini, Milano, Teatro Olimpia, 18 luglio 1949.
- Venticinque anni di felicità, di Germaine Lefrancq, regia di Ernesto Sabbatini, Milano, Teatro Odeon, 20 aprile 1950.
- Gli eredi Bouchard, di M. Regnier, regia di Ernesto Sabbatini, Milano, Teatro Odeon, 15 maggio 1950.
- Giorgio Washington ha dormito qui, di George S. Kaufman e Moss Hart, regia di Alessandro Brissoni, Milano, Teatro Odeon, 29 dicembre 1950.
- Ciao Nonno!, di Guglielmo Giannini, Milano, Teatro Odeon, 23 gennaio 1951.
- Belvedere, governante rubacuori, di Gwen Davenport, regia di Ernesto Sabbatini, Milano, Teatro Excelsior, 29 gennaio 1951.
- La pulce nell'orecchio, di Georges Feydeau, regia di Georges Vitaly, Milano, Teatro Odeon, 19 settembre 1951.
- O di uno o di nessuno, di Luigi Pirandello, regia di Alessandro Brissoni, Milano, Teatro Odeon, 9 novembre 1951.
- Legittima difesa, di Paolo Levi, regia di Mario Landi, Roma, Teatro Eliseo, 16 gennaio 1952.
- Il cammino sulle acque, di Orio Vergani, regia di Giorgio Strehler, Milano, Piccolo Teatro, 16 maggio 1952.
- Giorno di visite, di Primo Luigi Soldo, Venezia, Teatro La Fenice, 31 maggio 1952.
- Leocadia, di Jean Anouilh, regia di Giulio Cesare Castello, Teatro Stabile di Trieste, stagione 1954-55
- Il paese delle vacanze, di Ugo Betti, regia di Carlo Lodovici, Teatro Stabile di Trieste, stagione 1954-55
- L'amante in città, di Ezio D'Errico, regia di Carlo Lodovici, Teatro Stabile di Trieste, stagione 1954-55
- La reggia d’Argo, di Alessandro Predaval, regia di Gianni Mantesi, Teatro Stabile di Trieste, stagione 1954-55
- La donna di garbo, di Carlo Goldoni, regia di Carlo Lodovici, Trieste, Teatro Nuovo, 22 dicembre 1954.
- La cucina degli angeli, di Albert Husson, regia di Alessandro Brissoni, Trieste, Teatro Nuovo, 23 dicembre 1954.
- Desto sotto la sua coltre, di Mario Capogrossi, regia di Spiro Dalla Porta Xidias, Teatro Stabile di Trieste, stagione 1954-55
- Attimo fermati, sei bello!, di John Patrick, regia di Gianfranco De Bosio, Trieste, Teatro Nuovo, 18 marzo 1955.
- I curiosi, di Carlo Manzoni, regia di Maner Lualdi, Milano, Teatro Olimpia, 15 novembre 1955.
- Ancora addio, di Vittorio Calvino, regia di Lionello De Felice, Milano, Teatro Olimpia, 15 novembre 1955.
- Lulù, di Carlo Bertolazzi, regia di Fernando De Crucciati, Teatro Stabile di Trieste, 20 dicembre 1956.
- Gli ipocriti, di Silvio Giovaninetti, regia di Carlo Lodovici, Teatro Stabile di Trieste, stagione 1956-57
- I capricci di Marianna, di Alfred de Musset, regia di Gianfranco De Bosio, Teatro Stabile di Trieste, stagione 1956-57
- L'uomo del destino, di George Bernard Shaw, regia di Gianfranco De Bosio, Teatro Stabile di Trieste, stagione 1956-57
- Lohengrin, di Aldo De Benedetti, regia di Ernesto Calindri, Compagnia Calindri-Solari-Francioli, stagione 1957-58
- Simone e Laura, di Alan Melville, regia di Giacomo Vaccari, Milano, Teatro Odeon, 29 ottobre 1957.
- Virginia, di Michel André, regia di Ernesto Calindri, Roma, Teatro Quirino, 15 novembre 1957.
- Il  bosco  sacro, di Gaston de Caillavet e Robert de Flers, Roma, dicembre 1957
- Don Giovanni e il convitato di pietra, di Tirso de Molina, regìa di Marcello Sartarelli, Urbino, 7 agosto 1958.
- Questa sera si recita a soggetto, di Luigi Pirandello, regia di Vittorio Gassman, Torino, Teatro Alfieri, 3 febbraio 1962.
- Caos, da Luigi Pirandello, regia di Vittorio Gassman, Torino, Teatro Alfieri, 12 febbraio 1962.
- Mito e libertà, spettacolo-antologia, regia di Vittorio Gassman, Roma, cinema-teatro Maestoso, 17 aprile 1962.
- La moglie di Pilato, di Tommaso Gallarati Scotti, regia di Enrico D'Alessandro, Bergamo Alta, Piazza Vecchia, 14 luglio 1962.
- Otto donne, di Robert Thomas, regia di Mario Ferrero, Reggio Emilia, Teatro Municipale, 9 ottobre 1962.
- Nient'altro che nostalgia, di Guido Rocca, regia di Maner Lualdi, Milano, Teatro Sant'Erasmo, 26 febbraio 1964.

## Prosa televisiva Rai

Laura Solari e Nando Gazzolo in Ancora addio (1956)

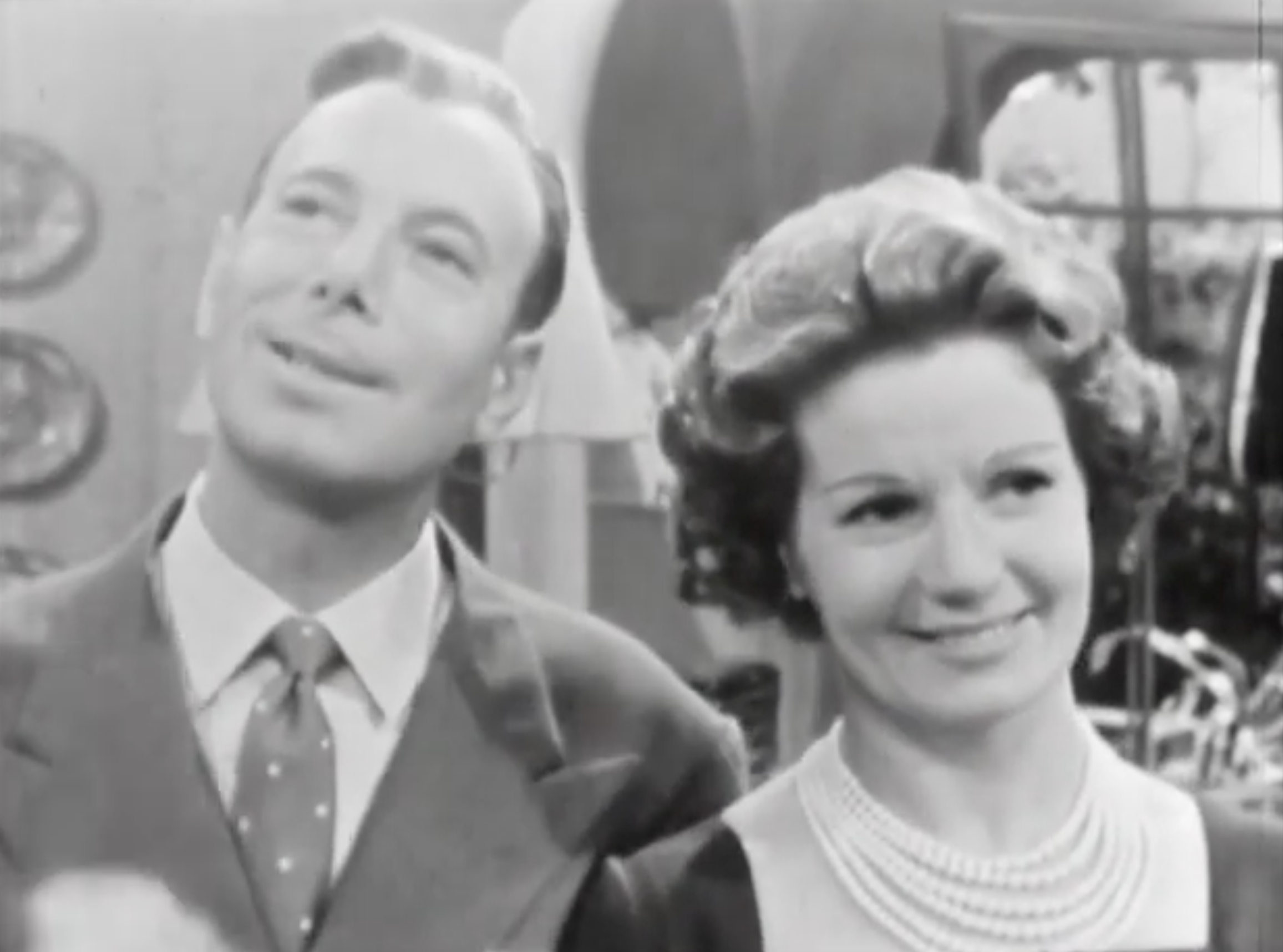
Ernesto Calindri e Laura Solari in Lohengrin (1957)

- Candida, di George Bernard Shaw, regia di Mario Ferrero, trasmesso l'8 gennaio 1954.
- Lettere d'amore, di Gherardo Gherardi, regia di Claudio Fino, trasmesso il 5 febbraio 1954.
- Buon viaggio, Paolo, di Gaspare Cataldo, regia di Camillo Mastrocinque, trasmesso il 26 febbraio 1954.
- Come le foglie, di Giuseppe Giacosa, regia di Mario Ferrero, trasmesso il 26 marzo 1954.
- Il successo, di Alfredo Testoni, regia di Franco Enriquez, trasmesso il 21 maggio 1954.
- La signora Rosa, di Sabatino Lopez, regia di Anton Giulio Majano, trasmesso il 9 luglio 1954.
- Ho perduto mio marito, di Giovanni Cenzato, regia di Silverio Blasi, trasmesso il 30 luglio 1954.
- Passaggio all'equatore, di Umberto Morucchio, regia di Guglielmo Morandi, trasmesso il 17 settembre 1954.
- Tristi amori, di Giuseppe Giacosa, regia di Claudio Fino, trasmesso il 1 ottobre 1954.
- La donna di garbo, di Carlo Goldoni, regia di Carlo Lodovici, trasmesso il 5 novembre 1954.
- Resisté, di Indro Montanelli, regia di Maner Lualdi, trasmesso il 20 marzo 1956.
- Ancora addio, di Vittorio Calvino, regia di Lionello De Felice, trasmesso il 10 aprile 1956.
- Giuochi di prestigio, di Curt Goetz, regia di Alberto Gagliardelli, trasmesso il 14 settembre 1956.
- Un bicchier d'acqua, di Eugène Scribe, regia di Corrado Pavolini, trasmesso il 12 ottobre 1956.
- L'età delle attrici, di J. M. Barrie, regia di Enrico Colosimo, trasmesso il 29 gennaio 1957.
- Un grande amore sta per cominciare, di André Birabeau, regia di Vito Molinari, trasmesso il 5 marzo 1957.
- All'insegna delle sorelle Kadar, di Renato Lelli, regia di Mario Landi, 5 aprile 1957.
- Lohengrin, di Aldo De Benedetti, regia teatrale di Ernesto Calindri, trasmesso l'8 agosto 1958.
- Stelle alpine, commedia di Eligio Possenti, regia di Claudio Fino, trasmesso il 12 dicembre 1958.
- Milizia territoriale, di Aldo De Benedetti, regia di Claudio Fino, trasmesso il 15 gennaio 1960.
- Un giorno prima, episodio di Giallo club. Invito al poliziesco, regia di Stefano De Stefani, trasmesso il 16 febbraio 1960.
- Marta, la madre, di Mario Federici, regia di Anton Giulio Majano, trasmesso il 25 novembre 1960.
- La bella avventura, di Gaston Arman de Caillavet, Robert de Flers ed Étienne Rey, regia di Mario Landi, 27 aprile 1962.
- Carlo Gozzi, di Renato Simoni, regia di Carlo Lodovici, 8 ottobre 1962.
- La mano di sua figlia, di Turi Vasile, regia di Raffaele Meloni, 3 gennaio 1963.
- La moglie di papà, di Alessandro De Stefani e Raffaello Matarazzo, regia di Marcello Sartarelli, 17 maggio 1963.
- Semplicemente, originale televisivo di Ferruccio Turrini, regia di Angelo D'Alessandro, 1 settembre 1964.
- I giochetti di un signore tranquillo, di John Boynton Priestley, regia di Francesco Dama, 14 luglio 1965.

## Prosa radiofonica Rai
- Il paese delle vacanze, di Ugo Betti, regia di Carlo Lodovici, trasmesso il 16 luglio 1956.
- Francillon, di Alexandre Dumas (figlio), regia di Umberto Benedetto, trasmesso il 25 marzo 1957.

## Doppiatrici italiane
- Lydia Simoneschi in Romolo e Remo, I fratelli corsi
- Rosetta Calavetta in Il mondo le condanna